# 施九緞
施 九緞（し きゅうたん、Shi Jiuduan、生没年不詳）は満洲族（清朝）統治時代の台湾で発生した暴動の指導者。
彰化二林上堡浸水荘（現在の彰化県埔塩郷新水村付近）出身。1885年に台湾省が設置されると、台湾巡撫の劉銘伝は近代化政策の財源を開拓するために、1886年から土地測量事業を開始したが、一部の地方官が功績を焦り、公正を欠くケースが発生することがあった。彰化知県の李嘉棠も測量事業中に措置が不当だとして、民衆の抗議を受けた。李嘉棠は死刑で民衆を威嚇したため、情勢は緊迫化した。
1888年、彰化の各地に測量事業に抗議するビラが貼られるようになった。10月5日、施九緞は数千の民衆を率いて彰化県城を包囲し、李嘉棠は城内に立てこもった。翌日、嘉義に駐屯する武毅右営提督朱煥明が兵を率いて応援に駆け付けたが、城外の群衆によって殺害された。11日、林朝棟が軍を率いて包囲を解き施九緞らは四散して逃亡した。官府は施九緞の捕縛を目標としたが、民衆は施九緞に同情的でかくまったためについに捕えることができなかった。
施九緞の引き起こした暴動は、劉銘伝の近代化政策があまりにも急激で細かな配慮ができなかったことから、民衆の反発を受けた結果ということができる。